# Berlinale 1979
La Berlinale 1979 était la 29e édition du festival du film de Berlin, qui s'est déroulée du 20 février 1979 au 3 mars 1979.

## Jury
- Julie Christie
- Romain Gary
- Ingrid Caven
- Georg Alexander
- Liliana Cavani
- Jörn Donner
- Paul Bartel
- Pál Gábor

## Sélections

### Compétition
La sélection officielle en compétition se compose de 20 films.
- L'Adolescente de Jeanne Moreau[1]
- Albert - warum? de Josef Rödl[1]
- Alexandrie pourquoi ? (Iskanderija… lih?) de Youssef Chahine[2]
- L'Amour en fuite de François Truffaut[1]
- Le Cœur de la forêt (El corazón del bosque) de Manuel Gutiérrez Aragón[1]
- David de Peter Lilienthal[2]
- Ernesto de Salvatore Samperi[2]
- Die erste Polka de Klaus Emmerich[1]
- Folie Folie (Movie Movie) de Stanley Donen[1]
- Le Haras (A ménesgazda) d'András Kovács[1]
- Hardcore de Paul Schrader[1]
- Kassbach - Ein Portrait de Peter Patzak[1]
- Kejsaren de Jösta Hagelbäck[2]
- Le Mariage de Maria Braun (Die Ehe der Maria Braun) de Rainer Werner Fassbinder[2]
- Messidor d'Alain Tanner[1]
- Nosferatu, fantôme de la nuit (Nosferatu: Phantom der Nacht) de Werner Herzog[2]
- L'Homme à la hache (Parashuram) de Mrinal Sen[1]
- Rencontres avec des hommes remarquables (Meetings with Remarkable Men) de Peter Brook[1]
- Vinterbørn d'Astrid Henning-Jensen[2]
- Voyage au bout de l'enfer (The Deer Hunter) de Michael Cimino[1]

### Courts-métrages
- Phantom de René Perraudin et Uwe Schrader[2]
- Ubu de Geoff Dunbar[2]

### Forum
- Mughamarat batal de Merzak Allouache[1]
- Le Troupeau (Sürü) de Yılmaz Güney et Zeki Ökten[1]
- My Way Home de Bill Douglas[1]
- Genèse d'un repas de Luc Moullet[1]

## Palmarès
- Ours d'or : David de Peter Lilienthal
- Ours d'argent (Grand prix du jury) : Alexandrie pourquoi ? de Youssef Chahine
- Ours d'argent du meilleur acteur : Michele Placido pour Ernesto de Salvatore Samperi
- Ours d'argent de la meilleure actrice : Hanna Schygulla pour Le Mariage de Maria Braun de Rainer Werner Fassbinder
- Ours d'argent du meilleur réalisateur : Astrid Henning-Jensen pour Vinterbørn